# Leopold Wißgrill
Leopold Wißgrill (* vermutlich 1701 in Markl bei Windigsteig, Niederösterreich; † um 1770) war ein österreichischer Maurermeister und Baumeister des Barocks.

## Leben und Wirken
Leopold Wißgrill entstammte einer in St. Pölten tätigen Maurermeisterfamilie. Er war Schüler des berühmten Barockbaumeisters Jakob Prandtauer. Im Stift Altenburg arbeitete er um 1737 als Polier unter Joseph Munggenast. Der weiterhin als Maurermeister bezeichnete Wißgrill war später als Baumeister tätig. Er konnte jedoch nie aus den Schatten von Prandtauer oder Munggenast treten, deren Arbeiten er teilweise vollendete oder in deren Stil ausführte. Sein Œuvre umfasst zahlreiche Sakralbauten im Waldviertel. Unter anderem arbeitete er mit Paul Troger an der Wallfahrtskirche Maria Dreieichen. Wißgrill lebte in Horn, wo eine Gasse nach ihm benannt ist.

## Werke

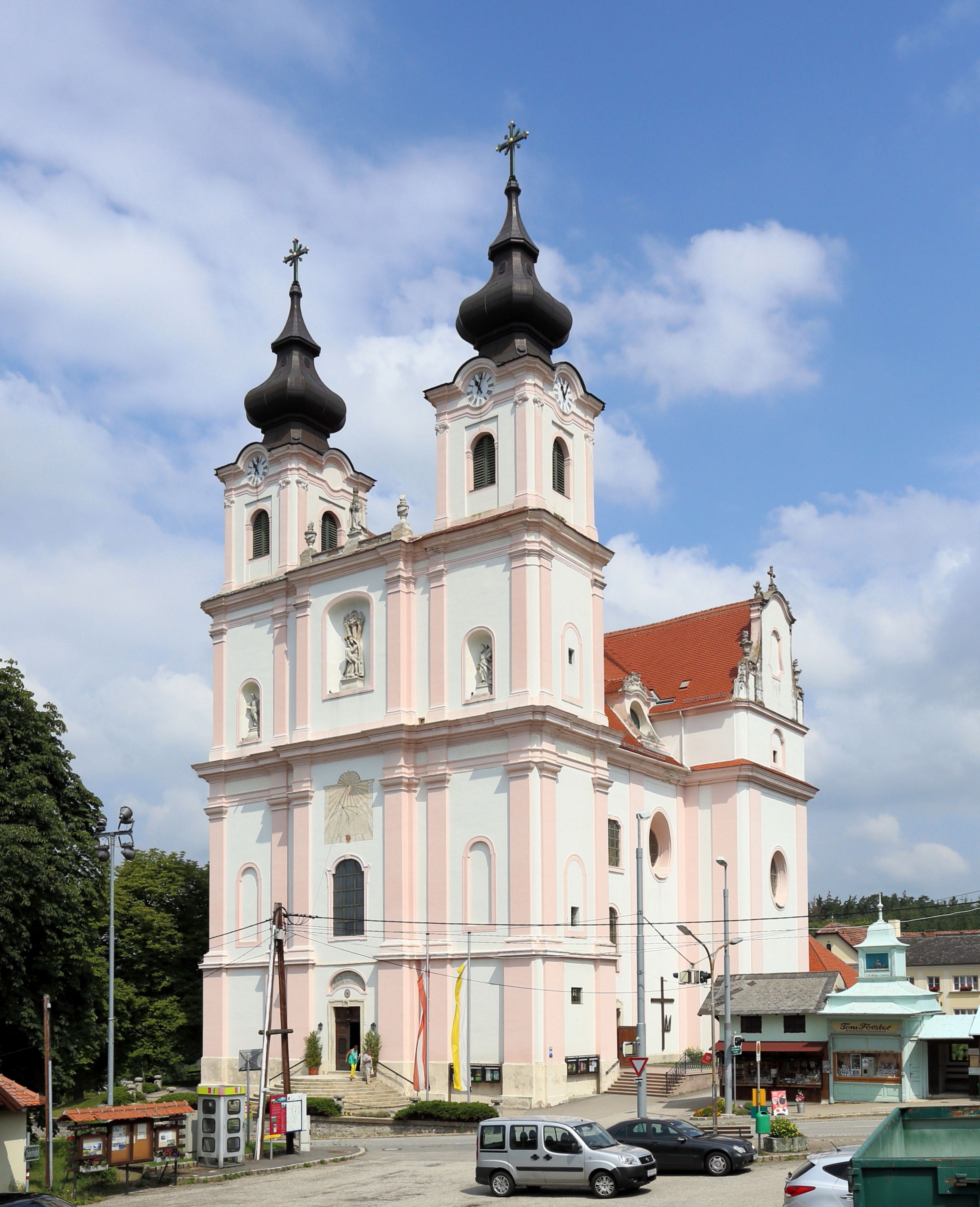
Basilika Maria Dreieichen

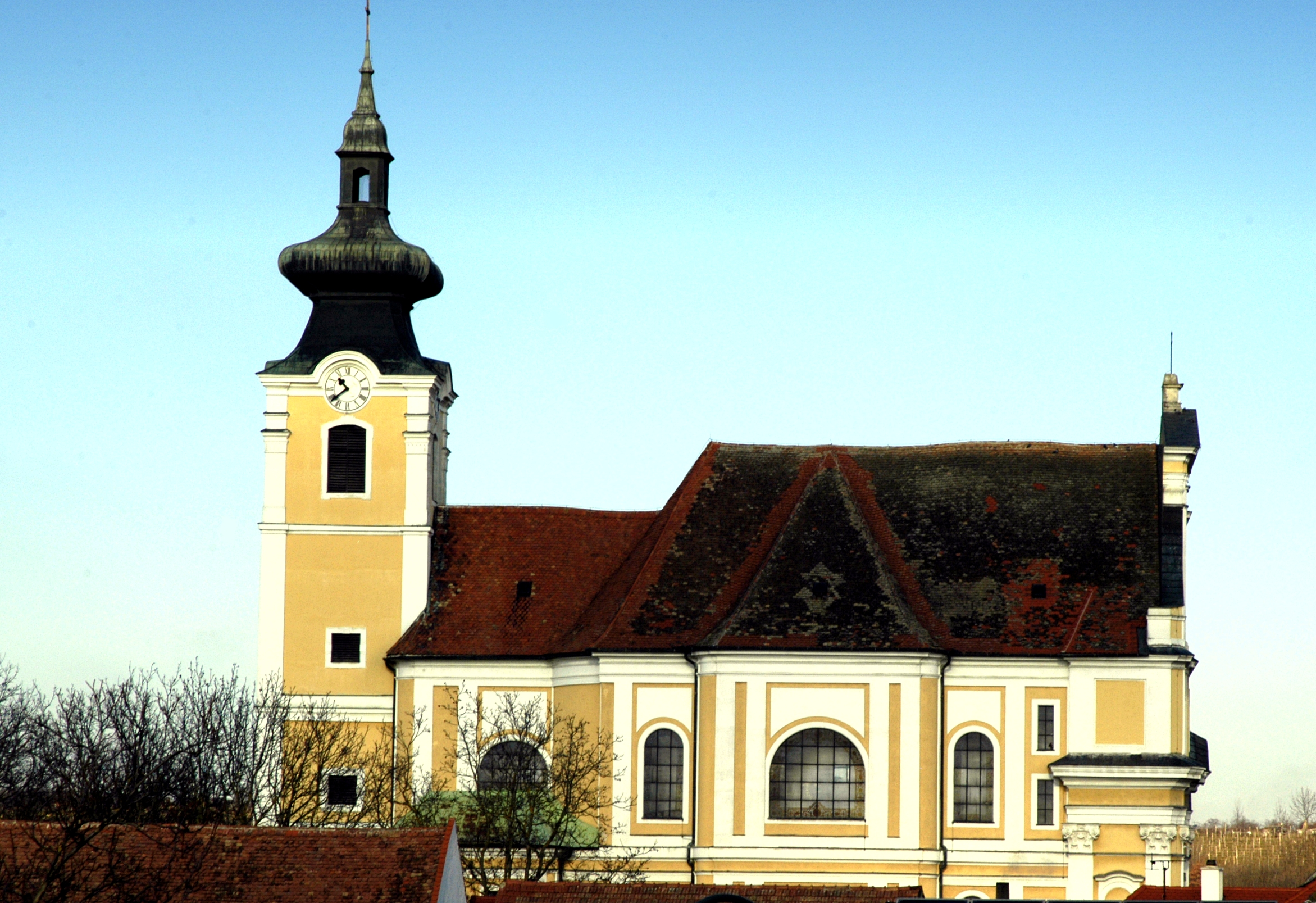
Pfarrkirche Straning

- Neubau der Pfarrkirche von Pisching 1735–1738
- Umgestaltung der Pfarrkirche St. Pankraz in Reinprechtspölla mit Donato Felice d’Allio um 1735
- Plan und Ausführung der Pfarrkirche Straning 1737–1752
- Zubau des Kirchenchors an der St.-Georgs-Kirche in Horn 1738
- Plan und Ausführung der Pfarr- und Wallfahrtskirche Maria Dreieichen 1744–1750
- Umgestaltung des Pfarrhofes in Reinprechtspölla 1756
- Pfarrkirche Röschitz 1768–1783

## Trivia
Der Architekt ist nicht zu verwechseln mit Josef Wissgrill, der zur selben Zeit im Raum um St. Pölten tätig war.